# Ragow-Merz
Ragow-Merz è un comune di 496 abitanti del Brandeburgo, in Germania.

Appartiene al circondario dell'Oder-Sprea ed è parte della comunità amministrativa di Schlaubetal.

## Geografia antropica

### Suddivisioni amministrative
Il territorio comunale comprende 2 centri abitati:
- Merz
- Ragow

## Collegamenti esterni

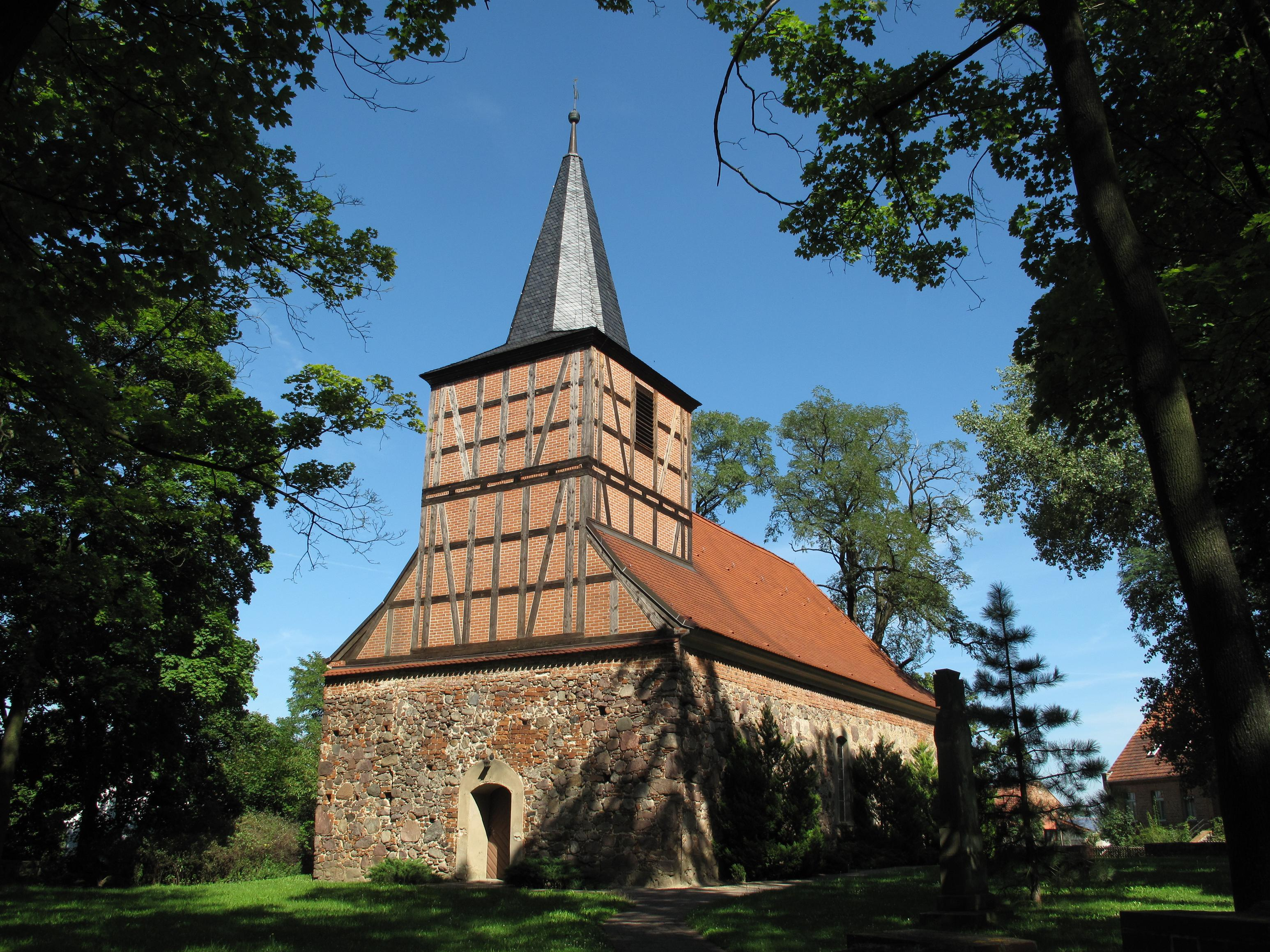
Chiesa in Merz